# Dikrella aureocosta
Dikrella aureocosta är en insektsart som beskrevs av Ruppel och Delong 1952. Dikrella aureocosta ingår i släktet Dikrella och familjen dvärgstritar. Inga underarter finns listade i Catalogue of Life.